# ヒュー・ド・スタッフォード (第2代スタッフォード伯)
第2代スタッフォード伯爵ヒュー・ド・スタッフォード（英: Hugh de Stafford, 2nd Earl of Stafford KG、1342年ごろ - 1386年10月16日）は、イングランド貴族。

## 生涯
初代伯爵ラルフ・ド・スタッフォードとマーガレット・オードリーの次男（末子）として1342年ごろに生まれた。兄のラルフは爵位の継承者として、ランカスター公ヘンリー・オブ・グロスモントとイザベル・ド・ボーモントの娘であるモード・オブ・ランカスターと1344年に結婚し、ランカスター公領を継承してスタッフォード家の領地を拡大することを期待されていた。しかし、ラルフは1347年の初めに亡くなり、ヒューが相続人となった。1358年頃、母からオードリー男爵位を継承した。ヒューは1359年に父に同行してフランス遠征に参加し、エドワード黒太子の随行員としてガスコーニュと北スペインに滞在した。
バーモンジー修道院の年代記には、ヒューが1378年8月11日にウェストミンスター寺院でロバート・ホーリーを殺害したことが記録されている。
ヒューは長年軍務に就いた後、イングランドに戻った。1371年、スタッフォード男爵として議会に召集された。1372年に父の死去に伴い、伯爵位を継承した。スコットランド問題や沿岸防衛など、いくつかの王立委員会のメンバーであった。また、下院と定期的に協議する貴族委員会のメンバーであり、下院により新しい「常任評議会」の一員として適任とみなされていた。しかし、ヒューは常に最善の決定を下したわけではなく、商船を守るために艦隊を動員したロンドンの国会議員で商人のジョン・フィリポを非難したことで他の貴族より叱責された。

## 結婚と子女
1350年3月1日以前に、第11代ウォリック伯トマス・ド・ビーチャムとキャサリン・モーティマーの娘フィリッパ・ド・ビーチャムと結婚した。夫妻は少なくとも8子をもうけた。
- マーガレット（1364年頃 - 1396年6月9日） - 初代ウェストモーランド伯ラルフ・ド・ネヴィルの最初の妻。子供あり。
- ラルフ（1367年頃 - 1385年） - 1385年7月のスコットランド遠征中に、ラルフの弓兵の一人が家臣を殺したことをめぐる争いで、リチャード2世の異母兄である初代エクセター公ジョン・ホランドに殺された[2]。
- トマス（1368年頃 - 1392年7月4日） - 第3代スタッフォード伯。18歳で相続。グロスター公トマス・オブ・ウッドストックとエレノア・ド・ブーンの娘、アン・オブ・グロスターと結婚。子孫なし。結婚は成立しなかったと伝えられる。
- ウィリアム（1375年9月21日 - 1395年4月6日） - 第4代スタッフォード伯。初代グロスター公トマス・オブ・ウッドストックの保護下にあった。19歳で死去。子供なし。
- キャサリン（1376年頃 - 1419年4月8日） - 第2代サフォーク伯マイケル・ド・ラ・ポールと結婚。子供あり。
- エドマンド（1377年3月2日 - 1403年7月22日） - 第5代スタッフォード伯。17歳のときに兄から伯位を相続。兄トマスの未亡人アン・オブ・グロスターと結婚。エドマンドとアンは初代バッキンガム公ハンフリー・スタッフォードの両親。
- ジョーン（1378年 - 1442年10月1日） - 初代サリー公トマス・ホランドと結婚。子供なし。
- ヒュー（1382年頃 - 1420年10月25日） - 第4代バウチャー女男爵エリザベス・バウチャーと結婚。妻の権利により第4代バウチャー男爵、後に初代スタッフォード男爵（1411年創設）、ガーター騎士に叙せられる。子供なし。

妻のフィリッパは1386年4月6日に亡くなり、おそらくこのことと長男の死が重なって、ヒューは巡礼に向かうことを決めた。まずウォルシンガムに行き、そこからエルサレムへ向かった。ヒューがたどり着いたのはロドス島であったが、その年の10月に聖ヨハネ騎士団の病院で亡くなった。遺骨はスタッフォードシャーのストーン修道院に運ばれ、妻の隣に埋葬された。